# Dmosin Pierwszy
Dmosin Pierwszy – wieś w Polsce położona w województwie łódzkim, w powiecie brzezińskim, w gminie Dmosin.
| SIMC    | Nazwa     | Rodzaj    |
| ------- | --------- | --------- |
| 0726777 | Błowicz   | część wsi |
| 0726783 | Osiny     | część wsi |
| 0726790 | Różyce    | część wsi |
| 0726808 | Wskrzesin | część wsi |

W latach 1975–1998 miejscowość administracyjnie należała do województwa skierniewickiego.
Inne miejscowości o nazwie Dmosin: Dmosin, Dmosin Drugi